# Teatro Martí
El Teatro Martí es un teatro neoclásico en La Habana, Cuba es el máximo recinto de la vida en la expresión artística, cultural y de las bellas artes del pueblo cubano. Fue inaugurado el 8 de junio de 1884 como Teatro Irijoa, recibiendo el nombre de su fundador y dueño original Ricardo Irijoa, un vasco. Originalmente, fue usado para la interpretación de zarzuelas y vaudevilles, así como reuniones del Partido Autonomista de Cuba.
En 1899, fue rebautizado como Eden Garden, pero fue rebautizado nuevamente un año después, adoptando su nombre actual: Teatro José Martí. En 1901, albergó la Convención Constituyente la cual estableció la República de Cuba. En esa época, tenía la capacidad de 1200 espectadores.
El teatro fue abandonado en ruinas durante la década de 1970, pero fue restaurado en la década de 2010, siendo reinaugurado el 24 de febrero de 2014, contando con la asistencia del entonces Presidente Raúl Castro. En 2015, le fue otorgado con el Premio Nacional de Restauración. En 2016, el restaurado Teatro Martí apareció en los sellos cubanos.